# Pantoporia aurelia
Pantoporia aurelia är en fjärilsart som beskrevs av Otto Staudinger 1886. Pantoporia aurelia ingår i släktet Pantoporia och familjen praktfjärilar. Inga underarter finns listade i Catalogue of Life.